# Tran
Tran er fedtstof udvundet af hvaler eller andre havdyr. Tran har været brugt som brændstof i lamper, og fra slutningen af 1600-tallet i den første gadebelysning i Danmark. Omkring Gamborg Fjord på Vestfyn var der en omfattende jagt på marsvin organiseret af et privilegeret lav i Middelfart, hvis historie går tilbage til 1593, og der var et trankogeri i Skovgade i Middelfart.
Tran udvindes ved udkogning med vand, trankogning. Laurits Tuxen oplevede at kvinder kogte tran ved Nymindegab i sommeren 1879, da han første gang besøgte Nymindegab. Han malede flere billeder af det, på Statens Museum for Kunst findes Trankogning ved Nymindegab fra 1879, 148 x 199 cm.
Det meget D-vitamin-holdige produkt levertran er udvundet af fiskelever.